# Zbieralnik pary

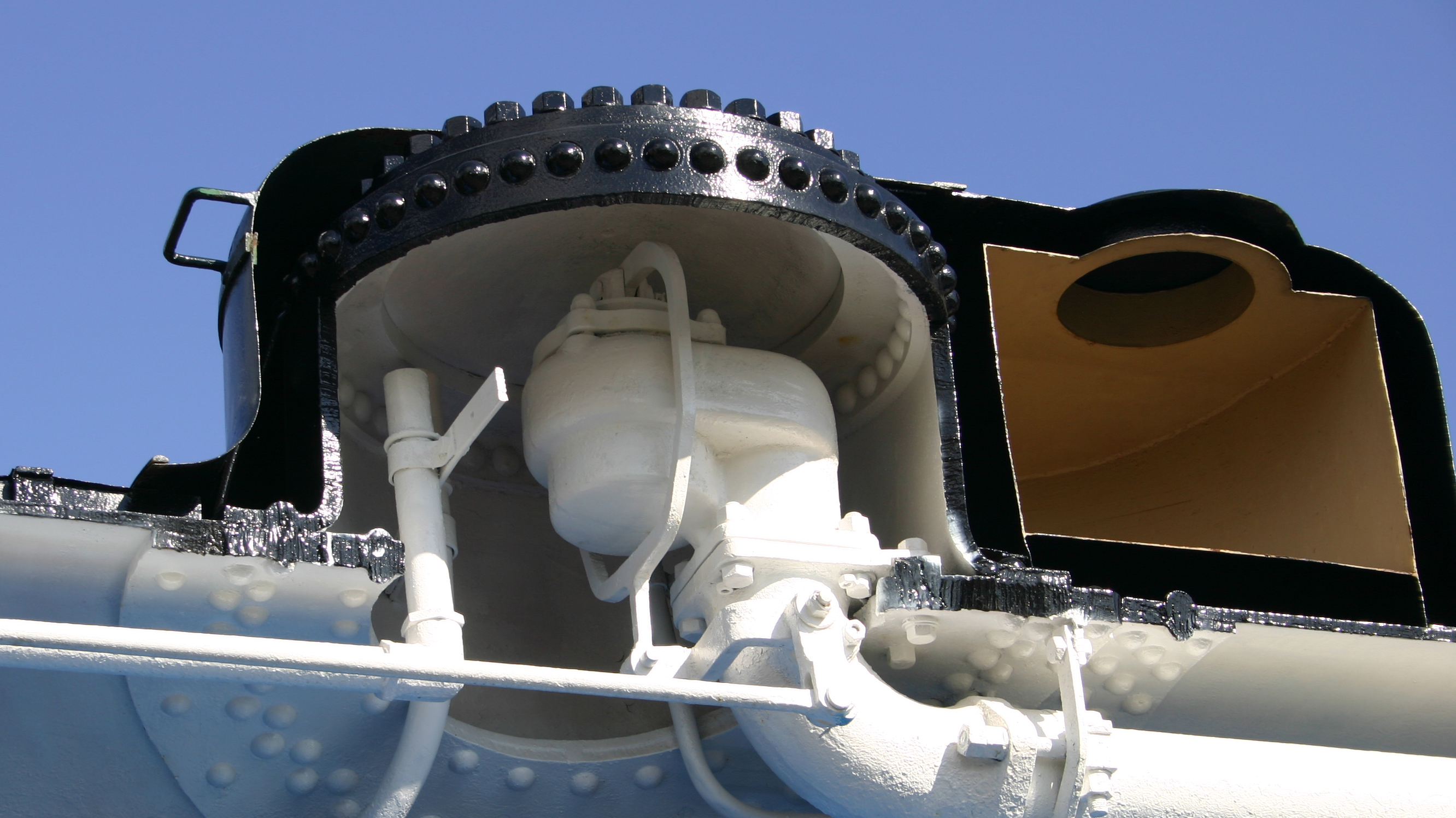
Przekrój zbieralnika pary (połączonego w obudowie z piasecznicą – po prawej)

Zbieralnik pary (kołpak parowy) – pojemnik zlokalizowany na szczycie kotła w lokomotywach parowych, zbierający parę wodną. Jego funkcją jest uniemożliwienie zalania wodą silnika parowego, zwłaszcza podczas jazdy po pochyłościach, co mogłoby spowodować awarię. W starszych parowozach na parę nasyconą z niego prowadził główny przewód zasilający do cylindrów. W parowozach od końca XIX wieku napędzanych parą przegrzaną ze zbieraka pary poprzez przepustnicę para płynęła do przegrzewacza i za nim na rozrząd silnika parowego. Regulacja dopływu ilości pary do silnika za pomocą przepustnicy zlokalizowanej najczęściej w zbieraku, choć były rozwiązania (np. w Ty246) gdzie przepustnica wielozaworowa była na parę przegrzaną (poza zbierakiem pary). 
Na szczycie kotła parowozów są zazwyczaj trzy podobne skrzynki - są to, poza zbieralnikiem pary, piasecznica oraz zawór bezpieczeństwa.